# Chirine Njeim
 Chirine Njeim (arabisch شيرين نجيم; * 4. Oktober 1984 in Beirut) ist eine libanesische Skirennläuferin und Leichtathletin.

## Werdegang
Njeim wurde als Tochter eines Kaufmanns für chemische Produkte geboren. Mit dem alpinen Skisport begann sie im Alter von drei Jahren. Als junges Mädchen übersiedelte sie für einige Jahre zum Training nach Frankreich und schließlich nach Salt Lake City, wo sie die Rowmark Ski Academy besuchte. Ab 1999 bestritt sie in den Vereinigten Staaten erste FIS-Rennen. 2002 nahm sie in Salt Lake City als zweite Frau nach Farida Rahmed für den Libanon an Olympischen Winterspielen teil und war bei der Eröffnungsfeier Flaggenträgerin ihrer Delegation.
Aufgrund beständiger Leistungen bei den Rennen um den Nor-Am Cup, bei denen sie in den Jahren 2005 und 2006 sieben Mal unter die besten Zehn fuhr, qualifizierte sie sich auch für die Olympischen Winterspiele 2006 in Turin. 2009 war sie für die Weltmeisterschaften gemeldet, ging aber nicht an den Start.
Bei den Olympischen Sommerspielen 2016 in Rio de Janeiro startete sie im Marathonlauf, wo sie den 109. Rang belegte. Bei den Mittelmeerspielen 2018 startet Njeim im Halbmarathon und belegte dort den fünften Platz.

## Erfolge als Skirennläuferin

### Olympische Winterspiele
- Salt Lake City 2002: 36. Slalom, 45. Riesenslalom
- Turin 2006: 34. Abfahrt, 39. Slalom, 46. Super-G, DNF Riesenslalom, DNF Alpine Kombination
- Vancouver 2010: 37. Super-G, 43. Riesenslalom, 43. Slalom

### Weltmeisterschaften
- Val-d'Isère 2009: DNS Riesenslalom, DNS Slalom

### Nor-Am Cup
- 9 Platzierungen unter den besten zehn, davon 1 Podestplatz

### South American Cup
- 3 Podestplätze, davon 1 Sieg

| Datum              | Ort      | Disziplin |
| ------------------ | -------- | --------- |
| 03. September 2004 | La Parva | Super-G   |

### FIS-Rennen
- 11 Siege bei FIS-Rennen

## Erfolge als Leichtathletin

### Olympische Spiele
- Rio de Janeiro 2016: 109. Marathon

### Mittelmeerspiele
- Tarrangona 2018: 5. Halbmarathon